# Seegefecht bei Dschask
Das Seegefecht bei Dschask war eine bewaffnete Auseinandersetzung am 28. Dezember 1620 beim Kap Dschask (Ra’s-e Dschask) in der Nähe der iranischen Hafenstadt Bandar-e Dschask zwischen bewaffneten Schiffen der englischen East India Company einerseits und Portugals und der Spanischen Niederlande andererseits. Es endete mit einem Sieg des britischen Geschwaders.

## Vorgeschichte
Nachdem Vasco da Gama 1498 auf dem Seeweg nach Indien gelangt war, begannen die Portugiesen ab 1505, in Indien Gebiete zu erobern und dort Handelsstützpunkte einzurichten sowie an den Küsten des Indischen Ozeans Stützpunkte zur Sicherung des Seewegs von Portugal nach Indien anzulegen. 1509 errangen sie durch die Vernichtung einer vereinigten ägyptisch-arabisch-indischen Flotte in der Seeschlacht vor Diu die vollständige Seeherrschaft im Indischen Ozean, und 1510 eroberten sie Goa. 1515 besetzten sie auch die Insel Hormus im Norden der Straße von Hormus, richteten dort ein Fort und eine Handelsstation ein und beherrschten damit den Zugang zum und den Seehandel im Persischen Golf.
Einhundert Jahre später, im Dezember 1616, erschien das erste englische Handelsschiff, die aus Surat in Indien kommende James unter Kapitän Edward Connock von der Englischen Ostindien-Kompanie am Kap Dschask am östlichen Ende der Straße von Hormus und 1619 richtete die Kompanie auf der Grundlage eines 1617 von Connock von Schah Abbas I. erwirkten Privilegs in Bandar-e Dschask eine Niederlassung ein. Die Kompanie erhielt das Recht, Güter zollfrei ein- und auszuführen, eine Kirche zu bauen und Gottesdienste zu halten, einen Friedhof einzurichten, britische Gesetzesbrecher zu verhaften und nach England zu repatriieren, und Strafgerichtsbarkeit in anglo-iranischen Fällen auszuüben. Der Antrag, ein Fort bauen zu dürfen, wurde 1618 allerdings abgelehnt.
Dieses Fußfassen der Engländer im Golf von Oman war eine deutliche Bedrohung der portugiesischen Handelsinteressen in Persien und im Indischen Ozean. Im Januar 1619 segelte Ruy Freire de Andrade († 1633), neu ernannter „General des Meers von Hormus und der Küste von Persien und Arabien“ („General do Mar de Ormuz e costa da Pérsia e Arábia“) mit fünf Galeonen von Lissabon zum Persischen Golf mit dem Auftrag, die Engländer zu vertreiben, die Perser unter Druck zu setzen und auf der Insel Qeschm ein portugiesisches Fort zu errichten.

## Vorspiel
Im Juni 1620, nach einem längeren Aufenthalt in Mosambik, im Golf von Oman angekommen begann Ruy Freire, Jagd auf die zwischen Dschask und Surat in Indien verkehrenden Schiffe der East India Company zu machen bzw. sie am Anlaufen von Dschask zu hindern, wo sie Waren entladen und insbesondere persische Seide aufnehmen wollten.
Dies blieb in Surat nicht lange verborgen, und die Ostindien-Kompanie sah sich gezwungen, gegen Ruy Freire vorzugehen. Bereits am 25. Februar 1619 war Captain Andrew Shilling mit einem kleinen Geschwader von vier Schiffen von Tilbury an der Themse nach Surat ausgelaufen, das er am 9. November mit der London und der Roebuck erreichte. Die Hart und die Eagle hatte er am 6. November nach Dschask detachiert, wo sie jedoch ein dort lauerndes portugiesisches Geschwader sichteten und sich dann angesichts der feindlichen Übermacht in Richtung auf Surat zurückzogen. Shilling lief, in Surat über die Lage informiert, nach dem Entladen seiner für Indien bestimmten Fracht, am 19. November mit seinen beiden Schiffen in Richtung Dschask aus. Unterwegs kaperte er am 22. November etwa 14 Leugen (rund 42 Seemeilen) vom portugiesischen Stützpunkt Diu entfernt ein mit Datteln und 42 Araberpferden beladenes Schiff aus Maskat, das er als Prise mitnahm. Am 5. Dezember traf er die Hart und die Eagle etwa 80 Leugen (240 Seemeilen) östlich von Dschask.
Shilling war entschlossen, die portugiesische Herausforderung anzunehmen, und segelte weiter nach Dschask, das am 15. Dezember in Sicht kam und das er am 16. Dezember erreichte. (Unterwegs ließ er die 48 Portugiesen und 106 Maskater, die bei der Eroberung des maskatischen Schiffs gefangen genommen worden waren, an Land setzen.) Ruy Freires Geschwader mit vier Galeonen und zwölf kleineren Schiffen lag östlich des Kaps Dschask auf Reede. Erst am Morgen des 17. Dezember kam genug Wind von Land auf, dass die Portugiesen Segel setzen konnten und es zu einem ersten Scharmützel kam. Zwar dauerte es nahezu den ganzen Tag, und die Engländer setzten das erbeutete maskatische Schiff als Brander gegen Ruy Freires Flaggschiff ein (allerdings ohne Erfolg), aber der Kampf verlief ergebnislos. Die Portugiesen zogen sich am Abend etwa 10 Seemeilen zurück, um ihre erlittenen Schäden zu beseitigen, und Shilling, dessen Schiffe etwa die Hälfte ihrer Munition verschossen hatten, segelte nach Bandar-e Dschask, ankerte am 20. Dezember auf der dortigen Reede, entlud seine Ladung und das für den Kauf persischer Waren mitgebrachte Geld und nahm neue Munition an Bord.

## Das Gefecht
Erst am 28. Dezember kam es dann zum entscheidenden Gefecht. Ruy Freire erschien nach Ausbesserung seiner Schäden erneut vor Dschask, aber widrige Winde verhinderten zunächst einen erneuten Angriff der Engländer. Erst am 26. Dezember konnten Shillings vier Schiffe auslaufen. Die Portugiesen folgten ihm, und beide Geschwader ankerten schließlich am 28. Dezember nur etwa eine Seemeile voneinander entfernt.
Da Ruy Freire, der an diesem Tag zwei große Galeonen und zwei etwas kleinere flandrische Kriegsschiffe kampfbereit hatte, keine Anstalten machte, den Kampf zu beginnen, ergriff Shilling die Initiative, als am Morgen des 28. Dezember gegen 9 Uhr Ostwind aufkam, und segelte mit der London und der Hart direkt auf die noch vor Anker liegenden Portugiesen zu. Der Wind schlief jedoch fast vollkommen ein, kaum dass die beiden Schiffe in Artilleriereichweite gekommen waren, woraufhin sie anderthalb Kabellängen (etwa 300 Meter) von ihren Gegnern entfernt ankerten und das Feuer eröffneten, aber auch selbst unter Beschuss kamen. Sie erlitten eine Anzahl Treffer, brachten jedoch Warpanker aus und konnten sich dann so positionieren, dass sie ihre gesamte Breitseite einsetzen und ihre artilleristische Überlegenheit zum Tragen bringen konnten.
Die Roebuck und die Eagle, die näher unter Land segelten, um die Gegner in die Zange zu nehmen, kamen erst nach etwa einer halben Stunde nahe genug heran, um in das Gefecht einzugreifen. Als sie endlich auf Schussentfernung herangekommen waren, schlief der Wind völlig ein und die ihnen entgegenlaufende Gezeitenströmung zwang sie ebenfalls zum Ankern und zum Ausbringen von Warpankern, um eine vorteilhafte Schussposition sicherzustellen. Bei dem Artillerieduell wurden Ruy Freires Schiffe insbesondere in ihrer Takelage durch das überlegene britische Geschützfeuer schwer beschädigt, und gegen etwa 15:00 Uhr kappten sie ihre Taue und nutzten die nun nach Westen laufende Gezeitenströmung, um aus der Reichweite der englischen Geschütze zu entkommen. Sie wurden von ihren in einiger Entfernung wartenden Fregatten aufgenommen und weggeschleppt. Die Engländer versuchten noch bis zum frühen Morgen, ihnen zu folgen, brachen die Verfolgung dann aber angesichts ihres eigenen Munitionsmangels ab und liefen am Morgen nach Bandar-e Dschask. Sie hatten fünf Tote und fünf Verwundete zu beklagen. Unter den letzteren war allerdings ihr Kommodore Shilling. Er war bereits zu Beginn des Gefechts von einer Kanonenkugel an der linken Schulter getroffen worden und erlag seiner Verwundung am 6. Januar 1621. Er wurde am 9. Januar in Bandar-e Dschask bestattet, obwohl man ihn zunächst nach Surat hatte bringen wollen. Captain Richard Blyth wurde sein Nachfolger als Geschwaderkommodore.
Die siegreichen Engländer luden 520 Ballen persischer Seide und segelten am 13. Januar zurück nach Surat, das sie am 3. Februar erreichten, ohne noch einmal von den Portugiesen behelligt zu werden.

## Folgen
Dass die portugiesischen Galeonen nicht länger unbesiegbar waren, blieb Schah Abbas I. nicht verborgen. Schon bald aufgenommene Verhandlungen zwischen ihm und der East India Company resultierten in erheblich erweiterten Handelsprivilegien für die Engländer, die im Gegenzug mit ihren Schiffen Abbas bei seiner Kampagne gegen die Portugiesen unterstützen sollten. Im Januar 1622 erschien ein Geschwader der Company in der Straße von Hormus, mit dessen Hilfe persische Truppen die portugiesischen Forts auf den Inseln Qeschm (im Februar) und Hormus (im April) eroberten und damit die portugiesische See- und Handelsvormacht im Persischen Golf und der Straße von Hormus beendeten.